# فيليب دودريدج
كان فيليب دودريدج الدكتور في اللاهوت (26 يونيو 1702 – 26 أكتوبر 1751) كاهنًا إنجليزيًا منشقًا (من طائفة الأبرشانيين)، ومُعلمًا، وكاتبًا للتراتيل.

## نشأته
وُلد فيليب دودريدج في لندن، وكان الطفل الأخير من بين اثني عشر طفلًا لدانييل دودريدج (توفي عام 1715)، الذي كان تاجرًا للزيوت والمخللات. كان والده ابنًا لجون دودريدج (1621- 1689) خادم الرعية في شيبرتون، ميدلسكس، وقد طُرد من منصبه بعد قانون التوحيد عام 1662 وأصبح كاهنًا منشقًا، وكان حفيد أخ القاضي والعضو في البرلمان السير جون دودريدج (1555- 1628). اعتُبرت إليزابيث والدة فيليب صاحبة التأثير أكبر عليه، وهي ابنة يتيمة للمبجل جون باومان (توفي عام 1675)، القس اللوثري الذي فر من براغ هربًا من الاضطهاد الديني أثناء الفترة غير المستقرة التي تلت فرار ناخب بالاتينات فريدريك الخامس. في إنجلترا، عُين المبجل جون باومان (تُكتب أحيانًا باورمان) رئيسًا لمدرسة القواعد في كينغستون أبون تيمز.
قبل أن يتمكن فيليب من القراءة، بدأت والدته تعليمه تاريخ العهد القديم والعهد الجديد من على قرميد المدخنة الهولندي الأزرق الموجود على المدخنة في غرفة جلوسهم. عندما كان فتىً، كان أوّل من علّم فيليب هو مدرس خاص وضعه له والديه، ومن ثم التحق بمدرسة خاصة في لندن. في عام 1712، التحق بمدرسة القواعد في كينغستون أبون تامز، حيث كان جد أمه المدير. كان المبجل دانييل مايو (1672 -1733) مدير المدرسة عندما التحق دودريدج بها، وهو ابن صديق جون باومان، ريتشارد مايو، فيقار مدرسة كينغستون أبون تامز الذي جرى طرده.
توفت والدته عندما كان عمره ثمان سنوات فقط في 12 أبريل عام 1711. توفي والده بعد ذلك بأربع سنوات في 17 يوليو عام 1715. أصبح بعد ذلك بإشراف وصي اسمه داونز، الذي نقله إلى مدرسة خاصة أخرى في سانت ألبانز حيث تأثر كثيرًا بالكاهن المشيخي لسانت ألبانز صامويل كلارك. بدد داونز ميراث دودريدج تاركًا فيليب دودريدج ذي الثلاثة عشر عامًا اليتيم فقيرًا في سانت ألبانز. هنا أخذه كلارك، واعتنى به كأنه ابنه، واعتنى بتعليمه، ودعم دعوته إلى الكهنوت. بقي صديقًا له مدى الحياة، ونتيجة لذلك وعظ دودريدج في جنازة صديقه القديم قائلًا: «أنا مدين له حتى بنفسي تحت راية الرب، ولكل فرصي في النفع العام في الكنيسة».

## زواجه
تزوج في 22 ديسمبر عام 1730 من ميرسي ماريس (1709- 1790)، وهي ابنة ريتشارد ماريس، وهو خبّاز وعامل يعمل في تنبيت حبوب الشعير في ورسستر، وزوجته الثانية هي إليزابيث بريندلي. جرى الزواج في بلدة أبتون أبون سيفرن حيث تعيش هائلة ميرسي. أصبح لديهم تسعة أطفال، توفيت الطفلة الأولى إليزابيث أو تيتسي قبل عيد ميلادها الخامس (1731- 1736)، ودُفنت تحت هيكل كنيسة دوريدج، في نورثهامبتون. عاش فقط أربعة أطفال حتى البلوغ.

## وصلات خارجية
- فيليب دودريدج على موقع الموسوعة البريطانية (الإنجليزية)
- فيليب دودريدج على موقع ميوزك برينز (الإنجليزية)
- فيليب دودريدج على موقع ديسكوغز (الإنجليزية)

- مؤلفات فيليب دودريدج في مشروع غوتنبرغ
- أعمال أو نبذة عن فيليب دودريدج على أرشيف الإنترنت